# Wohn- und Wirtschaftsgebäude Am Günnemoor 16
Das Wohn- und Wirtschaftsgebäude Am Günnemoor 16 in der niedersächsischen Stadt Osterholz-Scharmbeck, Ortsteil Teufelsmoor, stammt aus der Mitte des 19. Jahrhunderts. Aktuell (2025) wird es zum Wohnen und gewerblich genutzt.
Das Gebäude steht unter Denkmalschutz (siehe auch Liste der Baudenkmale in Osterholz-Scharmbeck).

## Geschichte und Beschreibung
Der Ort Teufelsmoor auf der Osterholzer Geest am Rand der Landschaft Teufelsmoor stammt aus dem 14. Jahrhundert und ist als Reihendorf durch die Landwirtschaft geprägt.
Das eingeschossige giebelständige Wohn- und Wirtschaftsgebäude als Zweiständer-Hallenhaus in Fachwerk mit Steinausfachungen, mit reetgedecktem Krüppelwalmdach, Uhlenloch und der Grooten Door wurde um 1850 auf einem stark baumbestandenem Areal gebaut.
Das Landesdenkmalamt befand u. a.: „… regionstypisches Hallenhaus in Zweiständerkonstruktion …“